# Nguyễn Xuân Thủy
Nguyễn Xuân Thủy (sinh năm 1985) là đại biểu Quốc hội Việt Nam khóa 13, thuộc đoàn đại biểu Phú Thọ.
Ngày sinh: 19/3/1985
Giới tính: Nam
Dân tộc: Kinh
Tôn giáo: Không
Quê quán: Thị trấn Sông Thao, huyện Cẩm Khê, Phú Thọ
Trình độ chuyên môn: Cử nhân Hành chính; Cử nhân Ngôn ngữ Anh; Cử nhân Luật; Thạc sĩ Chính sách Công; Tiến sĩ Luật
Nghề nghiệp, chức vụ: Sỹ quan nghiệp vụ, Khoa Nghiệp vụ cảnh sát Quản lý nhà nước về An ninh, trật tự - xã hội, Ủy viên Ủy ban Văn hoá, Giáo dục, Thanh niên, Thiếu niên và Nhi đồng của Quốc hội
Nơi làm việc: Học viện cảnh sát nhân dân, phường Cổ Nhuế, Bắc Từ Liêm, Hà Nội
Nơi ứng cử: Phú Thọ
Đại biểu Quốc hội khoá: XIII
Đại biểu chuyên trách: Không
Đại biểu Hội đồng Nhân dân: Không